# كايانزا
كايانزا (بالإنجليزية: Kayanza)‏ هي مدينة في بوروندي، وهي عاصمة مقاطعة كايانزا.
يبلغ عدد سكانها حوالي 21,767 نسمة.